# 安井吉典
安井 吉典（やすい よしのり、1915年（大正4年）10月30日 - 2012年（平成24年）11月6日）は、日本の政治家（日本社会党）。位階は正三位。勲等は勲一等。
衆議院議員（11期）。衆議院副議長（第57代）を歴任。

## 経歴
1915年（大正4年）、北海道東神楽村（現東神楽町）にて生まれる。1940年（昭和15年）に東北帝国大学法学部を卒業し、三菱鉱業（現・三菱マテリアル）に入社、秋田県の尾去沢鉱業所に勤務。1944年（昭和19年）に吉田貞次郎衆議院議員（元上富良野村長）の娘の弥生と結婚。1945年（昭和20年）、父で東神楽村長代理助役だった安井吉太郎の死去を受け、翌1946年（昭和21年）に家業の農業を継ぐため退社。郷里の上川支庁東神楽村に帰郷する。そして1947年（昭和22年）、東神楽村長に当選し全道最年少村長となり、3期11年務める。その間、1956年（昭和31年）の大凶作では村内に「困ったこと相談所」を10ヶ所設置し、農家金融対策や、冷害克服生活改善運動を展開した。
1958年（昭和33年）に第28回衆議院議員総選挙北海道2区に日本社会党公認で出馬し、初当選。以来、連続11回当選を果たし、芳賀貢・五十嵐広三と共に北海道2区における日本社会党の2議席指定席化を確立させた。
1972年（昭和47年）には日本社会党沖縄対策特別委員長就任、1977年（昭和52年）に日本社会党副委員長に就任。更に1989年（平成元年）には衆議院副議長に就任した。
その後1990年（平成2年）2月の第39回衆議院議員総選挙には出馬せず、引退。息子を後継に推す周囲に「世襲はいけない」と断り、佐々木秀典を後継者にした。同年4月に東神楽村長名誉町民、5月には勲一等旭日大綬章を受章。
2007年（平成19年）に故郷の東神楽町を離れ、横浜市に移住し、2012年（平成24年）に肺炎のため横浜市の病院で死去。97歳没。没日付をもって正三位が追贈された。

## 日本社会党内の立場
- 右派の河上丈太郎派に属し、後に若手議員を主体としたグループ「新しい流れの会」の会長を務めた[3][4]。一貫して反社会主義協会の立場を取り続けた。
- 朝鮮問題専門家を称し、一貫して朝鮮民主主義人民共和国を朝鮮半島唯一の合法政府であるという主張を行っていた。また金日成などの朝鮮労働党とも密接なかかわりがあった。